# Río San Mateo
El río San Mateo es un río boliviano de la cuenca del amazonas, pertenece a la cuenca alta del río Mamoré, nace y discurre totalmente por el departamento de Santa Cruz, desemboca en el río Alto Ichilo. Se caracteriza por estar formado por dos brazos y por ser la fuente más alejada del río Mamoré.

## Hidrología
El río San Mateo nace en la serranía de Racete de dos brazos distintos para luego formar un solo. El primer brazo nace en las coordenadas (), discurre aproximadamente 5 kilómetros en dirección sur para luego tomar una nueva dirección en sentido norte hasta encontrarse con el segundo brazo que nace más al norte de este, este primer brazo tiene una longitud de 46 kilómetros.
El segundo brazo nace en las coordenadas () y discurre en dirección noreste hasta la confluencia con el primer brazo, tiene una longitud de 25 kilómetros.
Desde la confluencia de los dos brazos en las coordenadas (), el río discurre otros 39 kilómetros hasta su desembocadura en el río Alto Ichilo, en total el río San Mateo tiene una longitud de 110 kilómetros.